# Słońce życia
Słońce życia (fin. Elämä ja aurinko) – powieść z 1916 autorstwa fińskiego pisarza Fransa Eemila Sillanpää (noblisty z 1939). Pierwsze polskie wydanie ukazało się nakładem Wydawnictwa Poznańskiego w 1966 w tłumaczeniu Cecylii Lewandowskiej i opracowaniu graficznym Krystyny Hałaszyn (Seria Dzieł Pisarzy Skandynawskich).
Była to pierwsza powieść pisarza. Do 1966 przetłumaczono ją na 27 języków. Traktuje o letnich, wiejskich przeżyciach kilku osób, w tym sprawach miłosnych, które silnie splatają się z fińskim krajobrazem i przyrodą. Przemijanie pełni lata powoduje narastanie różnych uczuć oraz emocji, tak radosnych, jak i bolesnych.
Autor powieścią tą wniósł do fińskiej literatury nowe spojrzenie na relacje między człowiekiem, a naturą. Zgodnie z tezami monistów, którym sprzyjał Sillanpää w trakcie tworzenia dzieła, uważał człowieka za równą część stworzenia.